# رائد جرادات
رائد ساكت جرادات من بلدة سعير شرق الخليل، كان طالباً في قسم المحاسبة بجامعة القدس المفتوحة فرع الخليل. نشىء وسط عائلة تتمتع بحالة مادية جيدة، فوالده يملك معملاً لصناعة الحجر ويعمل فيه أبناؤه.
قتلته قوات الاحتلال الاسرائيلي قرب مستوطنة كريات أربع بالخليل صباح يوم الاثنين 26 أكتوبر 2015.

## سبب الاستشهاد
قبل استشهاده بعده ساعات وضع رائد على صفحته على موقع التواصل الاجتماعي فيسبوك صورة للشهيدة دانيا ارشيد (16عاما)، وكتب عليها «تخيّل هذه أختك»، وفي صباح اليوم التالي قتلته القوات الإسرائيلية مدعيةً إقدامه على تنفيد عملية طعن استهدفت جنديين لتقوم سلطات الإحتلال باحتجاز جثمانه بعد تأكيد استشهاده وقامت لاحقاً بتسليمه في ساعات الفجر الأولى من يوم الأحد الأول من نوفمبر 2015 مع جثمان الشهيد محمود غنيمات الذي قضى برصاص الاحتلال بعد عملية طعن نفذها في بلدة "بيت شيمش" المحتلة. وقد شيعت جماهير غفيرة من محافظة الخليل كلا الشهيدين إلى مثواهم الأخير في مقبرة شهداء سعير في بلدة صوريف.
كانت دانيا رشيد طالبة بالمرحلة الثانوية ومجتهدة في تعليمها وقد استشهدت بطريقة همجية بعد توقيفها عند الحاجز العسكري وتفتيشها، حيث أطلق جنود الاحتلال النار عليها وأعدموها بدمٍ بارد بزعم محاولتها طعن جندي إسرائيلي على الحاجز بعشر رصاصات وتركها تنزف أمام وسائل الإعلام دون إسعاف واحتجاز جثمانها في مشهدٍ وصفته وسائل الإعلام بأنه «عديم الإنسانية ويخالف حقوق الإنسان والطفل والمرأة وينتهك كل المواثيق الدولية».